# Jean Loubatières
Pour les articles homonymes, voir Loubatières.
Jean Loubatières est un enseignant et chercheur français en didactique et en sciences du langage, né le 12 juin 1946 à Montpellier. 
Il est également président de la Société d'étude des langues et cultures d'Afrique (SELCA).

## Biographie
Jean Loubatières a fait des études de lettres et sciences humaines (philosophie, psychologie, ethnologie, sociologie, lettres et linguistique) à l'Université Paul-Valéry de Montpellier. Il a ensuite été enseignant au Maroc à l'Université Sidi Mohamed Ben Abdellah de Fès. 
Il a fait des études doctorales sur la langue des Gitans (3e cycle) puis a soutenu une thèse sur les terminologies linguistiques occidentales.
Il est de 1987 à son départ à la retraite professeur de français langue étrangère à l'Institut national des langues et civilisations orientales. 

## Publications
- Dix heures d'exercices d'analyse linguistique, Éditions de la Francographie, 1991  (ISBN 978-2-7411-0002-7)
- "De la Nigritie et des Nègres, Société d'étude des langues et des civilisations de l'Afrique , "Yaxuba Jagana", 1995, Éditions de la Francographie, 2009 ,  (ISBN 2-911925-32-7)
- De la syllabe aux conjointes et aux composées. Première partie: l'oriya, Éditions de la Francographie, 2007  (ISBN 2-911925-27-0)
- Terminologies linguistiques occidentales et apprentissage des langues "orientales" : la mort obligée des terminologies linguistiques "occidentales" et de la grammaire enseignée, INALCO, 2000[6]
- Jean Loubatières, Mamadou Cissé, Seydou Hamady Guèye, Souleymane Balde, Le divorce linguistique par ignorance mutuelle.  "Balkanisation"... des métalangues "ouest-atlantiques" : les cas du wolof, du poular, et de quelques autres, SELCA
- Jean Loubatières, Mamadou Cissé, La Métalangue de la conjugaison, de la déclinaison et de la dérivation ouest-atlantiques, SELCA
- Mamadou Cissé, Contes ouolof modernes, L'Harmattan, 1993, 2000 (préface) Collection "La Légende des mondes", (édition bilingue)  (ISBN 978-2-73843016-8)
- L'Impossible Héritage de la tradition grammaticale, Éditions Geuthner, 2012  (ISBN 978-2-7053-3881-7) (à partir de sa thèse)